# Four Flicks
Four Flicks is een 4-dvd-box van The Rolling Stones. De dvd's bevatten meerdere shows van de Stones van hun 2002-2003 Licks World Tour. De dvd-box bereikte nummer 1 in de Billboard's music video hitlijst met een verkoop van 53.000 exemplaren in de eerste week. Four Flicks was goed voor 19 keer platina in de Verenigde Staten met een verkoop van 1.900.000 exemplaren (elke dvd van de 4 dvd-box telt als 1).

## Nummers

### Documentaire DVD
- Tip of the Tongue Documentary

#### Extra's
- Licks Around the World
- Toronto Rocks DVD Trailer
- Bootlegs:

1. Beast of Burden
2. You Don't Have To Mean It
3. Rock Me Baby
4. Bitch
5. I Can't Turn You Loose
6. Extreme Western Grip
7. Well, Well

- (1-4: 4 november, 2002: Wiltern Theater, Los Angeles, CA)
- (5: 8 juni, 2003: Circus Krone, München, Duitsland)
- (6,7: In-studio)
- Select-A-Stone: tijdens het nummer Monkey Man.

### Arena Show DVD
Madison Square Garden, New York, VS, 18 januari 2003
1. Street Fighting Man
2. If You Can't Rock Me
3. Don't Stop
4. Monkey Man
5. Angie
6. Let It Bleed
7. Midnight Rambler
8. Thru And Thru
9. Happy
10. You Got Me Rocking
11. Can't You Hear Me Knocking
12. Honky Tonk Women (met Sheryl Crow)
13. (I Can't Get No) Satisfaction
14. It's Only Rock'n Roll (B-stage)
15. When The Whip Comes Down (B-stage)
16. Brown Sugar (B-stage)
17. Jumpin' Jack Flash

#### Extra's
- Band commentaar:

1. Street Fighting Man
2. Happy
3. It's Only Rock'n Roll

- Sheryl Crow and the Stones
- Making The HBO Special
- Custom Setlist
- Select-A-Stone: tijdens het nummer Honky Tonk Women.

### Stadium Show DVD
Twickenham Rugby Ground, Londen, UK, 24 augustus 2003
1. Brown Sugar
2. You Got Me Rocking
3. Rocks Off
4. Wild Horses
5. You Can't Always Get What You Want
6. Paint It, Black
7. Tumbling Dice
8. Slipping Away
9. Sympathy for the Devil
10. Star Star (B-stage)
11. I Just Want to Make Love to You (B-stage)
12. Street Fighting Man (B-stage)
13. Gimme Shelter
14. Honky Tonk Women
15. (I Can't Get No) Satisfaction
16. Jumpin' Jack Flash

#### Extra's
- Band Commentaar

1. Gimme Shelter
2. (I Can't Get No) Satisfaction
3. Sympathy for the Devil

- AC/DC and the Stones
- Jumbotron Animation
- Custom Setlist
- Backstage Pass

### Theatre Show DVD
Olympia Theater, Parijs, Frankrijk, 11 juli 2003
1. Start Me Up
2. Live With Me
3. Neighbours
4. Hand Of Fate
5. No Expectations
6. Worried About You
7. Doo Doo Doo Doo Doo (Heartbreaker)
8. Stray Cat Blues
9. Dance (Pt. 1)
10. Everybody Needs Somebody to Love
11. That's How Strong My Love Is
12. Going To A Go Go
13. The Nearness Of You
14. Before They Make Me Run
15. Love Train
16. Respectable
17. Honky Tonk Women
18. Brown Sugar
19. Jumpin' Jack Flash

#### Extra's
- Band Commentaar

1. Start Me Up
2. Honky Tonk Women
3. Jumpin' Jack Flash

- Solomon Burke and the Stones
- Playing The Olympia
- Custom Setlist
- Backstage Pass (Concert Only)
- Select-A-Stone: tijdens het nummer Angie.

## Hitlijst
Noteringen in de Amerikaanse hitlijst.
- 29/11/2003 - Week 01 - #1 (53000 exemplaren verkocht)
- 06/12/2003 - Week 02 - #8
- 13/12/2003 - Week 03 - #4
- 20/12/2003 - Week 04 - #4
- 27/12/2003 - Week 05 - #4
- 03/01/2004 - Week 06 - #3
- 10/01/2004 - Week 07 - #5
- 17/01/2004 - Week 08 - #18
- 24/01/2004 - Week 09 - #7
- 31/01/2004 - Week 10 - #4
- 07/02/2004 - Week 11 - #5
- 14/02/2004 - Week 12 - #14
- 21/02/2004 - Week 13 - #7
- 28/02/2004 - Week 14 - #7
- 06/03/2004 - Week 15 - #26
- 13/03/2004 - Week 16 - #37
- 24/09/2005 - Week 17 - #39
- 25/02/2006 - Week 18 - #39
- 30/06/2007 - Week 19 - #38